# Elizabeth Herrera de Lamare
Elizabeth Herrera de Lamare ( 1963 - ) es una botánica y profesora brasileña.

## Honores
- Miembro de la "Sociedade Botânica do Brasil"

- La abreviatura «de Lamare» se emplea para indicar a Elizabeth Herrera de Lamare como autoridad en la descripción y clasificación científica de los vegetales.[1]